# Лхунрэвийн Даваадорж
Лхунрэвийн Даваадорж (1926, местность Донхор, сомон Бурэн (совр. Тумербулаг), аймак Хувсгел — 8 июля 1948, Мэргэн, аймак Ховд) — монгольский военный деятель, рядовой (цирик) армии Монгольской народной республики, герой МНР.

## Биография
Родился в кочевой семье, с детства помогал отцу пасти овец; получил небольшое домашнее образование. В 1946 году был призван на военную службу, которую первоначально проходил в сомоне Эрдэнэцагаан аймака Сухэ-Батор, но затем был переведён в VI погранотряд сомона Алтай пограничного с Синьцзяном аймака Ховд, где служил наводчиком в пулемётном расчёте. 7—8 июля 1948 года вместе с пятнадцатью пограничниками вёл неравный бой против 130 или 150 китайских гоминьдановских солдат, приблизившихся к монгольскому пограничному посту во время Байтак-Богдоского конфликта, которых шестеро монгольских пограничников обнаружили в горах во время патруля территории. После того как боеприпасы закончились, он, окружённый врагами, подорвал мину, спрятанную им между камнями, в результате чего погиб сам и уничтожил множество солдат противника.
28 января 1949 года Даваадоржу было посмертно присвоено звание героя МНР. В 1968 году в Хувсгеле ему был установлен памятник, недавно снесённый, а в 1998 году в его честь был назван пограничный пост в аймаке Сухэ-Батор.